# Athrips rancidella
Athrips rancidella — вид лускокрилих комах з родини виїмчастокрилі молі (Gelechiidae). Трапляється у фауні України.

## Поширення
Вид поширений в більшій частині Європи, за винятком Ірландії, Нідерландів, Фенноскандії та Балтійського регіону. Його також було зареєстровано в Сирії, Туркменістані, Таджикистані та Сполучених Штатах (Орегон і Каліфорнія).

## Підвиди
- Athrips rancidella rancidella (майже весь ареал)
- Athrips rancidella tadzhika Bidzilya, 2005 (Таджикистан)

## Опис
Розмах крил 11-12 мм.

## Спосіб життя
Метелик літають у червні. Личинки живляться на кизильнику горизонтальному (Cotoneaster horizontalis), терні (Prunus spinosa) та глоді (Crataegus).